# アメリカ合衆国鉄道管理局標準型
アメリカ合衆国鉄道管理局標準型(英: USRA standard)は第一次世界大戦中にアメリカ合衆国の鉄道が国有化されたアメリカ合衆国鉄道管理局によって設計された一群の鉄道車両である。アメリカ合衆国鉄道管理局の期間中に1,856輌の蒸気機関車と100,000台以上の鉄道車両がこれらの設計で製造された。機関車の設計はアメリカの鉄道会社と機関車製造会社で既存の設計で近いものを改良して標準化してUSRAが1920年に解散した後、多くの設計が複製されて3,251輌が生産された。最後の1級鉄道向けの蒸気機関車はUSRAの設計によるノーフォーク・アンド・ウェスタン鉄道によって製造された0-8-0だった。累計97鉄道会社でUSRA或いはUSRA派生型機関車が使用された。

## 蒸気機関車の型式
アメリカ合衆国鉄道管理局は0-6-0と0-8-0 入換機関車、2-6-6-2 と2-8-8-2 のマレー式機関車、ライトとヘビーの両方の2-8-2、 2-10-2、4-6-2と4-8-2 型を設計した。ライト型は軸重が54,000 lb (24,500 kg) で大半の主要な鉄道で使用できたが、最大軸重が60,000 lb (27,200 kg)に設計されたヘビー型ではより頑丈に敷設された軌道の路線で運行されるようになっていた。

### USRA 0-6-0
アメリカ合衆国鉄道管理局 0-6-0 255輌が生産され、同様に多くの複製機が生産された。

### USRA 0-8-0
アメリカ合衆国鉄道管理局 0-8-0 175輌が生産され、それ以上の複製機が生産された。

### USRA ライト 4-6-2 "パシフィック"
アメリカ合衆国鉄道管理局 ライト パシフィック 81輌が製造された。

### USRA ヘビー 4-6-2 "パシフィック"
アメリカ合衆国鉄道管理局 ヘビー パシフィック 20輌が製造された。

### USRA ライト 2-8-2 "ミカド"
アメリカ合衆国鉄道管理局 ライト ミカド 625輌が製造され、最も大量に生産されたUSRA型だった。

### USRA ヘビー 2-8-2 "ミカド"
アメリカ合衆国鉄道管理局 ヘビー ミカド 233輌が製造された。

### USRA ライト 4-8-2 "マウンテン"
アメリカ合衆国鉄道管理局 ライト マウンテン 47輌が製造された。

### USRA ヘビー 4-8-2 "マウンテン"
アメリカ合衆国鉄道管理局 ヘビー マウンテン 15輌が製造された。

### USRA ライト 2-10-2 "サンタフェ"
アメリカ合衆国鉄道管理局 ライト サンタフェ 94輌が製造された。

### USRA ヘビー 2-10-2 "サンタフェ"
アメリカ合衆国鉄道管理局 ヘビー サンタフェ 175輌が製造された。

### 2-6-6-2
アメリカ合衆国鉄道管理局 2-6-6-2 30輌が製造された。

### 2-8-8-2
アメリカ合衆国鉄道管理局 2-8-8-2106輌が製造された。ノーフォーク・アンド・ウェスタン鉄道はUSRAの時代の後、長年にわたり、クラスYとして近代化の改良を施して製造を継続した。N&W Y6B はアメリカで製造された従来の貨物を牽引する最後の蒸気機関車だった。

## 貨車
アメリカ合衆国鉄道管理局の一環として片開き扉と両開き扉の2形式の汎用有蓋車の設計が開発された。USRAの有蓋車の設計時、どちらの方が優れているか産業界の合意は無かったので両方が製造された。20世紀初頭の貨車の設計は現在でも受け継がれている。ジョン·ホワイトが著書アメリカの貨車で指摘するように、ほとんどの車はまさに複合製で完全な木材や鋼製ではなく、鉄鋼の車が当たり前になった後でも、木材ならではの利点により使用された。当時はまだ車両の下部に鋼を使用し始めた時期だったが、金属工学の発達により新設計が開発されて優位性を拡大させた。

## 保存機
大量に生産された標準型機関車だったが、現存するものは複製機を含めても僅かである。